# Улицы Ларедо (мини-сериал)
«Улицы Ларедо» (англ. Streets of Laredo) — мини-сериал режиссёра Джозефа Сарджента, снятый по мотивам романа Ларри Макмёртри. Фильм был номинирован на две премии «Эмми» — за лучший кастинг для мини-сериала или телефильма (Линн Крессел) и за лучший монтаж звука для мини-сериала или телефильма.

## Сюжет
Техасское пограничье, конец 1880-х годов. Знаменитого рейнджера Огастаса Маккри уже нет в живых, а его верный друг и напарник Вудро Колл порядком состарился и уже не тот стрелок, что прежде.
Власти штата и владельцы железнодорожной компании нанимают Колла, чтобы найти жестокого убийцу и грабителя поездов Джои Гарса, наводящего страх на всю округу. Вместе с Вудро на поиски преступника отправляются из Ларедо всего двое — представитель компании Нед Брукшир и молодой помощник шерифа Тед Планкерт. После некоторых колебаний, к группе присоединяются старый друг капитана капрал Паркер, с тяжёлым сердцем оставивший дома жену Лорену и пятерых детей, а затем старый индеец-скаут Знаменитые Мокасины. Им предстоит длинный путь, полный опасностей…
Разыскиваемый отрядом преступник Джои Гарса — непутёвый сын мексиканки Марии из селения Охинага, отец и братья которой некогда пали от руки Колла, трёх мужей убили в перестрелках, а последний сбежал. Кроме Джои, у Марии ещё двое детей — симпатичная слепая девочка Тереса и слабоумный мальчик Рафаэль, которым часто достаётся от жестокого братца. Последний, невзирая на молодость, уже прославился в качестве меткого стрелка, убивая всех, встающих у него на пути. Отданный в детстве на воспитание в племя апачей, Джои испытывает комплекс неполноценности и жестоко мстит ненавистным гринго за унижения своей матери и её семьи.
Постаревшему Коллу удаётся сначала приструнить в Пресидио местного самодура-шерифа Донифона, арестовавшего его отставших спутников, а затем разгромить банду Мокс-Мокса, подстрелив их садиста-предводителя, сжигающего своих пленников на костре. Но с ловким Джои он справиться уже не способен и некстати попадает к нему в засаду. Суровой, но принципиальной Марии приходится сначала выхаживать истекающего кровью убийцу своих близких, а после встать на пути своего безжалостного сына, остановив его лишь ценой собственной жизни…

## В ролях
| Актёр               | Роль                                |
| ------------------- | ----------------------------------- |
| Джеймс Гарнер       | Вудро Ф. Колл                       |
| Сисси Спейсек       | Лорена Паркер                       |
| Сэм Шепард          | капрал Пи Паркер                    |
| Нед Битти           | судья Рой Бин                       |
| Рэнди Куэйд         | Джон Уэсли Хардинг                  |
| Уэс Стьюди          | индеец Знаменитые Мокасины, друг Пи |
| Чарльз Мартин Смит  | Нед Брукшир                         |
| Джордж Карлин       | Билли Уильямс                       |
| Алексис Крус        | Джои Гарса                          |
| Сония Брага         | Мария Гарса                         |
| Ванесса Мартинес    | Тереза Гарса                        |
| Хулио Карреон-Рейес | Рафаэль Гарса                       |
| Кевин Конуэй        | Мокс-Мокс                           |
| Дэвид Касс-старший  | шериф Донифон                       |
| Джеймс Гэммон       | Чарльз Гуднайт                      |
| Тристан Тэйт        | помощник шерифа Тед Планкерт        |
| Мириам Колон        | Эстрелла                            |
| Анжанетт Комер      | Бола (в 2 эпизодах)                 |

## Другие сериалы цикла
«Улицы Ларедо» являются третьим мини-сериалом из цикла «Одинокий голубь» по мотивам произведений писателя Ларри Макмёртри. В цикл также входят ленты «Одинокий голубь» (1989), «Одинокий голубь: Возвращение» (1993), «Прогулка мертвеца» (1996) и «Луна команчей» (2008). Хронологически события его следуют за теми, что происходили в «Возвращении в Одинокий голубь» (1879—1880) и завершают, таким образом, весь цикл.